# Andrés Avelino Cáceres
|  | Per a altres significats, vegeu «Regió d'Andrés Avelino Cáceres». |

Andrés Avelino Cáceres Dorregaray (Ayacucho, 10 de novembre de 1836 - Lima, 10 d'octubre de 1923) va ser un militar i polític peruà. Andrés A. Cáceres va ser fill de Domingo Cáceres y Oré i de Justa Dorregaray Cueva.
Va participar en favor de la independència del seu país, en la guerra del Pacífic, i va sorgir vencedor de la la guerra civil en 1884. President Constitucional del Perú de 1886 a 1890 i de 1894 a 1895. Va desembolicar la seva carrera política durant una etapa de profunda divisió social i una contínua guerra civil pel que en diversos moments el seu govern constitucional va coexistir amb els dels militars colpistes.